# أندرو إتش. داهل
أندرو إتش. داهل هو سياسي أمريكي، (و. 1859 – 1928 م). نشط حزبياً في الحزب الجمهوري. وقد انتخب عضو جمعية ولاية ويسكونسن ‏.